# Zbór Kościoła Adwentystów Dnia Siódmego w Sosnowcu
Zbór Kościoła Adwentystów Dnia Siódmego w Sosnowcu – zbór adwentystyczny w Sosnowcu, należący do okręgu zachodniego diecezji południowej Kościoła Adwentystów Dnia Siódmego w RP.
Sosnowiecki zbór adwentystyczny został założony w 1926 r.
Funkcję pastora zboru pełnił do jesieni 2020 roku kaznodzieja Zenon Korosteński. Od tamtego czasu opiekę duszpasterską nad członkami zboru sprawuje pastor Sławomir Wcisło. Nabożeństwa odbywają się w kościele przy ul. 1 Maja 22 każdej soboty o godz. 9.30.